# Sofroniusz
Sofroniusz – imię męskie pochodzenia greckiego, złożone z elementów sōs- („zdrowy”) i -phron („duch, umysł”). Oznacza człowieka mądrego, rozumnego. Istnieje kilku świętych o tym imieniu.
Żeński odpowiednik: Sofronia.
Sofroniusz imieniny obchodzi 11 marca i 24 marca.

## Osoby noszące imię Sofroniusz
- Sofroniusz I, patriarcha Jerozolimy, święty katolicki i prawosławny
- Sofroniusz Wraczanski, bułgarski biskup prawosławny i pisarz